# 豊田康雄
豊田 康雄（とよた やすお、1969年8月18日 - ）は、関西テレビ放送所属のアナウンサー。

## 来歴
富山県富山市の出身 で、富山県立富山高等学校から中央大学法学部へ進学。小学生時代に朗読で言いよどまずに読み続けたことを教師に誉められたことがきっかけで、アナウンサーを志した。その一方で、高校時代はバスケットボール部で活動していた。
大学卒業後の1992年に、アナウンサーとして関西テレビへ入社。入社後は、平日夕方の報道・情報番組（『アタック600』→『アタック ザ・ヒューマン』→『FNNスーパーニュースKANSAI』→『FNNスーパーニュースほっとKANSAI』）で、スポーツキャスター→サブキャスター→メインキャスターを務めた。その一方で、大学生時代から競馬中継の実況アナウンサーを志していたことと、関西テレビ側でも競馬実況アナウンサーをより拡充することになったため、1995年から数年間は毎週日曜日の午後に放送される競馬中継（当時の番組タイトルは『ドリーム競馬』）の実況陣に名を連ねていたものの、当時のメイン実況者は杉本清や馬場鉄志であった上に、サブ実況者も石巻ゆうすけがいたことで、実況する機会は少なかった。1997年10月に大橋雄介に実況担当を交代（すなわち大橋は豊田の後任となった）する形で競馬担当を外れた。
現在は、関西テレビが制作する番組の大半で、ナレーションや提供クレジットを担当。同局のアナウンサーとしては初めてバラエティ番組のナレーターをレギュラーで務めているほか、かつての上司だった桑原征平や山本浩之（いずれも現在はフリーアナウンサー）が出演番組で繰り返し絶賛するほど、ナレーションやアナウンスの技術の高さに定評がある。その一方で、2021年の5月まで、関西テレビの放送用語委員を20年にわたって担当（同年6月から後輩アナウンサーの杉本なつみに交代）。在任中には「アナウンス用語番長」と称して、同局の公式サイトで一時 「用語ざんすか」（直近のニュースから気になった放送用語・表現を解説するブログ）の記事を執筆していた。
なお、勤務する関西テレビはテレビ単営局だが、2021年度にはラジオ大阪（関西テレビと同じフジサンケイグループのラジオ単営局）で『カンテら!』（毎週火・水曜日の未明に放送の事前収録番組）のパーソナリティ陣にも名を連ねていた。

## 人物
血液型はB型で、趣味はサイクリング・エレキギター・プロ野球カードの収集。小学生時代のニックネームは「おじさん」だった。「スーパーマンのおじさんみたい」と友人に言われるほど、跳び箱が得意だったことによる。関西テレビへの入社後も、自宅から本社まで自転車で通勤することもあるという。
音楽への造詣が深く、関西テレビ入社後の2010年頃からは、同僚（アナウンス部長）の大橋雄介・プライベートでギターを教わっている井上知樹（ベーシスト）などと共に「ロートルズ」というアマチュアバンドを結成。Billboard Live Osakaでの単独ライブ開催を目標に掲げている。また、「中古レコードの救済」と称して、洋楽やフォークソングの知る人ぞ知る名盤を大量に購入・所蔵。『カンテら!』でパーソナリティを担当する回では、「いかすレコード天国!」と称して、所蔵する中古レコードから一部の楽曲を収録中に流していた。
関西テレビ入社後の2015年から、twitter上に個人名義のアカウントを開設。ユーザーに対するブロック措置を一切講じていないにもかかわらず、2018年初頭の時点でフォロワー数がわずか29人にとどまっていたが、2018年2月25日の深夜25:00 - 26:30（26日の1:00 - 2:30）に関西ローカルで放送された関西テレビ開局60周年記念番組『アナウンサー物語24時』で、全く面識のなかった「クリス・ガルシア」（イギリスのブリストルで活動するミュージシャン）がフォロワーになっていることを公表。これを受けて豊田は、自身の意思でブリストルへ取材に赴くと、現地での滞在時間がわずか1日半であったにもかかわらず、ガルシアとの対面やギターセッションに漕ぎ着けた。さらに、番組開始から1時間あまりで、フォロワー数がおよそ10倍（267人）にまで増加した。ガルシアが豊田のアカウントのフォローを始めた理由は、豊田が公表しているプロフィールやツイートから「音楽の趣味が似ている」と感じたことによるという。

## 出演番組

### 現在
- FNN Live News days（関西ローカルパート、木曜日担当）
- カンテレNEWS（不定期、主に『S-PARK』日曜未明〈土曜深夜〉ローカル枠を担当）
- Live News it!（関西発ニュースのナレーション）
- モモコのOH!ソレ!み〜よ!（ナレーション）
- ごきげんライフスタイル よ〜いドン!（火・水曜ナレーション）
- ウラマヨ!（「関西どうかしてるぜ!ニュース」担当）

関西テレビでは、以上の番組以外にも、番組宣伝や（同局の主催イベントを含む）CMなどでナレーションを担当。
- 旬感LIVE とれたてっ!（2023年10月5日 - 木曜日、「黒田の気になるアレ なんでなんでSHOW」担当）
- newsランナープラス　(土曜日担当)

### 過去
- ドリーム競馬（実況）
- プロ野球ニュース
- アタック600（スポーツコーナー）
- アタック ザ・ヒューマン（スポーツコーナー→サブキャスター）
- FNNスーパーニュースKANSAI（サブキャスター→メインキャスター）
- FNNスーパーニュースほっとKANSAI（メインキャスター）
- FNNスピーク（関西ローカルパート）
- うふふのぷ（ナレーション）
- サタうま!（ナレーション）
- 南パラZ!（ナレーション）
- 私たちは何を間違えたのか 検証・発掘!あるある大事典（2007年4月3日、ナレーション）
- ますだおかだの関西縦断芸能人もっぺんごはん・春の陣〜自腹をかけた絶品グルメバト…
- 提供クレジットにおけるスポンサーの読み上げ (「FNNスーパーニュースアンカー」他多数)
- FNS27時間テレビ (2012年)
- FNNスーパーニュースアンカー（月・火曜サブキャスター[5]、水〜金曜ナレーション）
- ［なにわからAぇ風吹かせます!］
  - Aぇ! groupが担当する「Aぇ!男塾」に不定期出演。「Aぇ! group7人目のメンバー」として、最年少メンバーの佐野晶哉によく弄られていた。
- 次は〜新福島!第2章=芽生え=（MBSラジオ、2019年1月31日）
  - パーソナリティの福島暢啓[6]（毎日放送アナウンサー）にとって（アナウンサーとしての）「パイセン（先輩）」に当たることから、福島からのリクエストに応じる格好で、「ラジオ博愛主義!パイセンがやってきた!」（20時台のゲストコーナー）に出演。豊田がラジオ番組へ出演することや、（放送時点で）関西テレビの現役アナウンサーが同コーナーにゲストで登場することは、いずれも初めてだった。
- カンテら!（ラジオ大阪）
  - 第1回（2021年3月30日未明放送分）で藤本景子と揃って登場したことを皮切りに、最終回の前日（2022年3月29日未明）放送分で大橋と共演するまで、主に大橋・藤本とのコンビでパーソナリティを頻繁に担当。2021年1月11日未明放送分では、藤川貴央（ラジオ大阪アナウンサーで当初出演を予定していた自身の後輩・岡安譲の代役）と共同でパーソナリティを務めた。

## 出演映画
- 劇場版シグナル 長期未解決事件捜査班（2021年4月2日劇場公開、東宝） - テレビドラマ版（『シグナル 長期未解決事件捜査班』）を関西テレビで制作していたことを背景に、架空のニュース番組のコメンテーター役として、同僚の杉本（ニュースキャスター役）と共に出演。